# The Artist (magazine)
The Artist est un magazine mensuel culturel britannique fondé le 15 janvier 1880, et disparu en juillet 1902.

## Histoire du périodique

### The Artist and Journal of Home Culture
Lancé à Londres le 15 janvier 1880 au prix, relativement bon marché, de 6 pence pour 32 pages, par l'éditeur William Reeves (1853-1937) établi au 185 Fleet Street, le magazine est au départ simplement titré The Artist. Il se présente comme une feuille d'informations, sans illustration, destinée aux artistes, aux marchands, aux étudiants et aux amateurs d'arts, en un mélange d'articles de fond (sur des peintres, des artisans d'art, les techniques) et d'actualités culturelles (expositions, ventes). L'éditeur appartient à une lignée de bibliophiles, de libraires et de marchands en matériel destiné aux dessinateurs et peintres, établie à Londres depuis les années 1770, Reeves and Sons (en), à l'origine des premières boîtes de palette d'aquarelle. William Reeves est par ailleurs l'éditeur de la première traduction en anglais du Manifeste du parti communiste de Karl Marx et est un proche de William Morris,,.
En janvier 1881, le titre devient The Artist and Journal of Home Culture, qu'il va conserver jusqu'en décembre 1894. En octobre 1883, les éditions londoniennes Wells Gardner, Darton and Company (en) reprennent l'édition du titre (qui demeure toutefois la propriété de Reeves & Sons), maison spécialisée dans les ouvrages destinés à la jeunesse (dont ceux de F. J. Harvey Darton),.
Wallace L. Crowdy, auteur de nombreux livres illustrés destinés à la jeunesse, dirige la rédaction jusqu'en 1884.
Le poète Charles Kains Jackson (en), rattaché au groupe informel des Uraniens, est le rédacteur en chef de 1888 à mars 1894. Durant plus de six ans, il introduit des illustrations et donne occasionnellement au support une dimension homoérotique à peine voilée, laquelle, rétrospectivement, a pu être qualifiée par certains critiques postmodernes, dont Thomas Waugh (en), de « closet pedophile publication » — une situation de fait à resituer dans l'époque victorienne, fin de siècle vue comme décadentiste, et qui n'eut pas l'air d'inquiéter la maison d'édition du magazine,. 
En mai 1894, le magazine est repris par l'éditeur Archibald Constable and Company. Charles Kains Jackson est renvoyé, au moment où va éclater le procès contre Oscar Wilde. Ancien condisciple d'Alfred Douglas, du temps de leurs études à Oxford, le jeune William Geoffrey Bouchard de Montmorency, 6e vicomte Mountmorres (1872-1936) devient brièvement rédacteur en chef, conservant ce poste jusqu'en septembre suivant, puis Wallace L. Crowdy reprend son emploi de directeur de la rédaction, rompant radicalement avec la ligne éditoriale de Kains Jackson.

### The Artist. Photographer & Decorator
En janvier 1895, le magazine change de sous-titre et se définit comme an illustrated monthly journal of applied art (« un mensuel illustré des arts appliqués »). La nouvelle formule, brève, ne semble pas avoir été un succès sur le plan des ventes.

### The Artist, an illustrated monthly record of arts, crafts and industries
En janvier 1897, nouveau changement de sous-titre, rattachant le support au mouvement Arts and Crafts. Le principal concurrent devient The Sudio.
Le magazine, qui balance entre esthétisme et Art nouveau, devient l'organe officiel autorisé des écoles d'art d'Angleterre, jusqu'en 1902. Il comprend les actes fondateurs de la première Chartered Society of Designers. Il rejoint toute une série de publications caractéristiques des Yellow Nineties.
Sous la direction de Constable, le magazine met en place deux éditions étrangères, l'une à Paris, associée à l'éditeur Henri Floury, l'autre à New York, avec la branche américaine de Truslove, Hanson & Comba (en) (fondée en 1899). La numérotation des trois éditions est la même.
Aubyn Trevor-Battye est rédacteur en chef de janvier 1899 à juillet 1902.
En avril 1901, les éditions londoniennes Otto Limited deviennent le nouvel éditeur et augmentent le prix du numéro à 1 shilling. Ils entament en mai 1902 une nouvelle série sous le simple titre The Artist. Elles publient par ailleurs The Connoisseur. Elles suspendent la publication après juillet 1902 et 271 livraisons.

## Galerie
The Artist contient à partir de 1888 de nombreuses reproductions d'œuvres d'art et des gravures, sous la forme de phototypes, avec hors-textes en couleurs.

Couvertures et illustrations
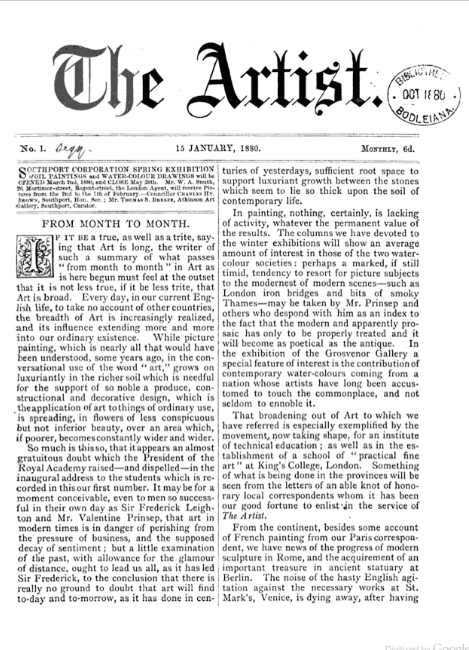
Une du premier numéro (15 janvier 1880)
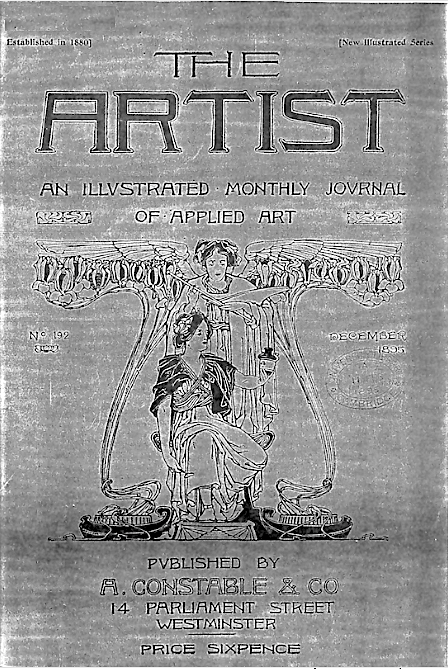
Couverture de décembre 1895
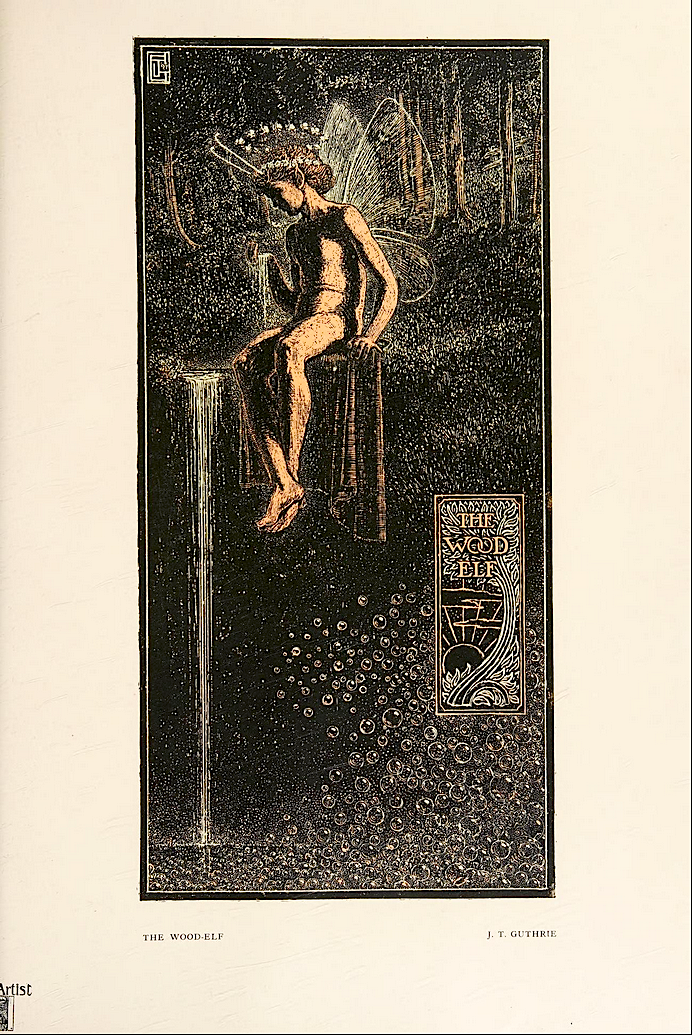
The Wood-Elf, gravure sur bois en couleurs de James Guthrie, avec monogramme (1898).
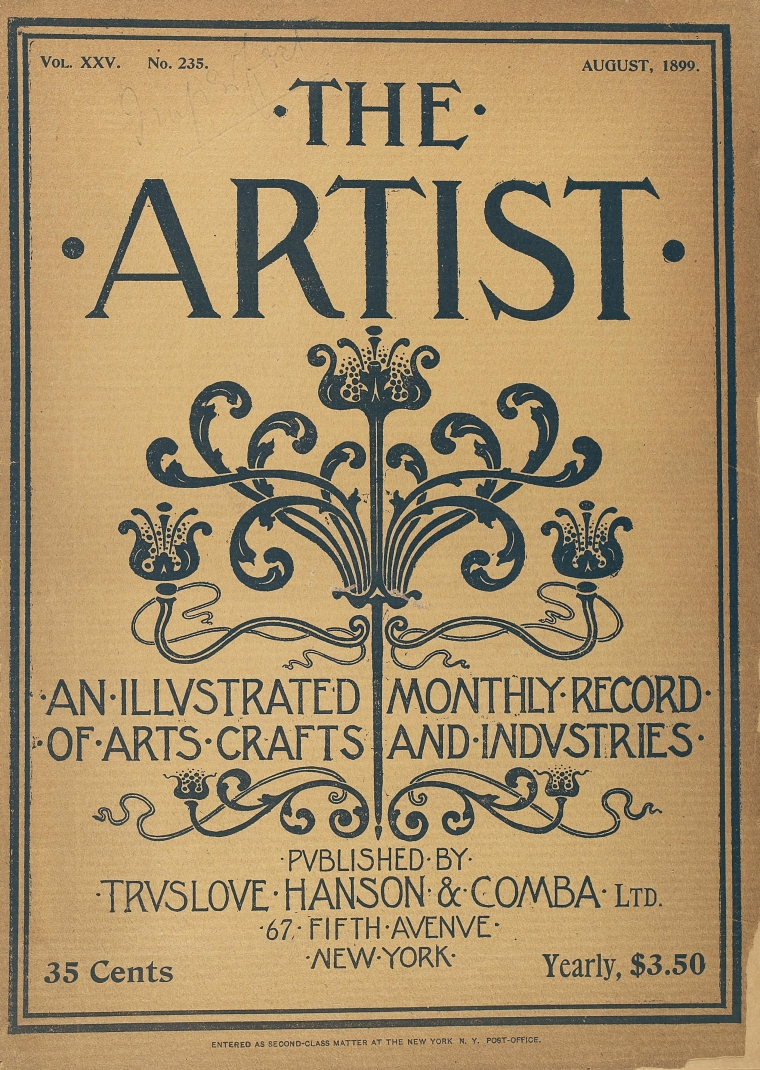
Couverture de l'édition américaine (août 1899)
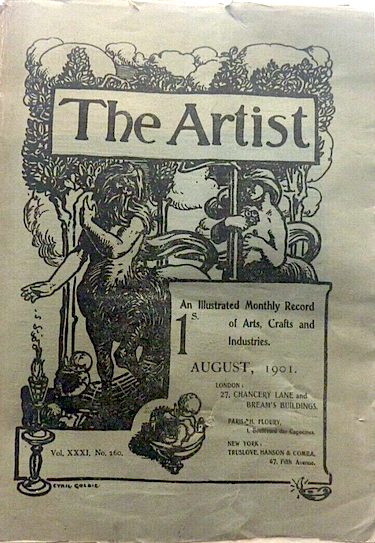
Couverture signée Cyril Goldie (août 1901)
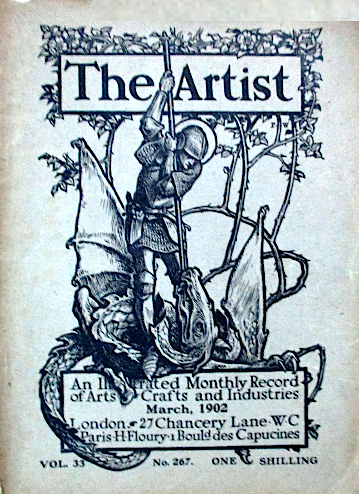
Couverture de mars 1902 (motif d'après Burne-Jones)
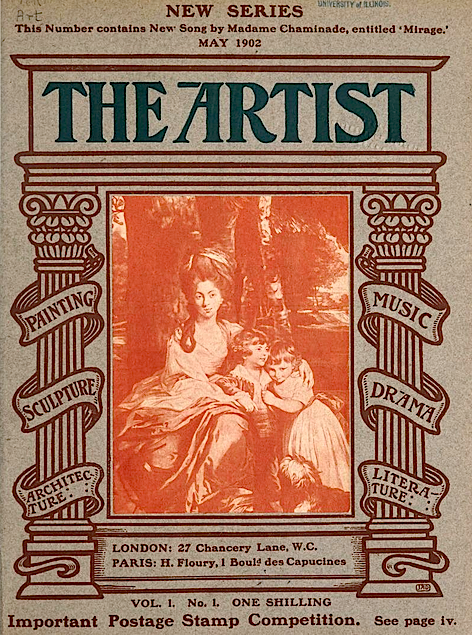
Couverture de mai 1902 (nouvelle série)

## Contributeurs notables
- Charles Robert Ashbee
- Charles Henry Caffin
- Randolph Caldecott
- Alfred Douglas
- Wilhelm von Gloeden
- Cyril Goldie (1872-1942)
- John Gray (en)
- Gertrude Hudson[12]
- Laurence Jerrold
- John Gambril Nicholson (1866-1931)
- Marc André Raffalovich
- Frederick Rolfe
- Landon Ronald
- Sascha Schneider
- Montague Summers
- John Addington Symonds
- Henry Scott Tuke
- Joseph Gleeson White[13]
- Theodore Wratislaw (en)